# آندژی بونتسول
آندژی بونتسول (لهستانی: Andrzej Bernard Buncol؛ زادهٔ ۲۱ سپتامبر ۱۹۵۹) بازیکن فوتبال اهل لهستان بود.
از باشگاه‌هایی که در آن بازی کرده‌است می‌توان به باشگاه فوتبال لگیا ورشو، باشگاه فوتبال فورتونا دوسلدورف، باشگاه فوتبال بایر ۰۴ لورکوزن، باشگاه فوتبال پیاست گلیویتسه، و باشگاه فوتبال روخ خوژوف اشاره کرد.
وی همچنین در تیم ملی فوتبال لهستان بازی کرده‌است.